# Torneo Clausura 2023 Segunda División (Guatemala)
El Torneo Clausura 2023 fue el segundo torneo de la Temporada 2022−23 de la Segunda División de Guatemala, la tercera categoría del fútbol guatemalteco.
Fraijanes y Juventud Copalera, finalistas del torneo, clasificaron a las series de ascenso 2023, cayendo ambos derrotados ante Cuilapa y Democracia (finalistas del torneo anterior) respectivamente; posteriormente, los cuatro equipos involucrados ascendieron tras la desafiliación de San Juan de la división superior, dejando libre un cupo extra. En cuanto al descenso, Juventud Retaltecos, Atlas Esquipulas, Futeca y Bárcena descendieron de forma directa.

## Sistema de competencia
El torneo se divide en dos fases:
- Fase de clasificación: 14 fechas de 20 partidos (280 partidos totales)
- Fase final: 28 partidos (desde octavos de final

### Fase de clasificación
Los 40 equipos participantes son divididos en 5 grupos de 8 equipos a razón de proximidad geográfica. Durante esta fase, cada equipo juega a visita recíproca contra sus otros 7 rivales de grupo, para un total de 14 fechas. Tras finalizar las 14 fechas regulares, los equipos son ordenados según la cantidad de puntos obtenidos (3 por victoria, 1 por empate y 0 por derrota), utilizando el diferencial de goles y los goles anotados como criterios de desempate. Los dos primeros lugares de cada grupo y el equipo tercer lugar con más puntos clasifican a la fase final por el título.

### Fase final
Los 16 equipos clasificados se ordenan según los puntos obtenidos en la fase de clasfiicación, enfrentándose a visita recíproca de la siguiente manera:
- 1° vs. 16°
- 2° vs. 15°
- 3° vs. 14°
- 4° vs. 13°
- 5° vs. 12°
- 6° vs. 11°
- 7° vs. 10°
- 8° vs. 9°

Los equipos ganadores de las series serán aquellos que anoten más goles en los dos partidos correspondientes. Tras haberse definido los 8 clasificados, los cuartos de final se jugarán a visita recíproca, enfrentando a los equipos de modo que:
- 1.º mejor clasificado vs 8.º mejor clasificado
- 2.º mejor clasificado vs 7.º mejor clasificado
- 3.º mejor clasificado vs 6.º mejor clasificado
- 4.º mejor clasificado vs 5.º mejor clasificado

Tras finalizados los dos enfrentamientos, los equipos ganadores de las series se enfrentan en la ronda semifinal a partido único en una sede equidistante a la localía de los equipos a enfrentar; lo anterior responde a que los equipos clasificados a la final también clasificarán a las series de ascenso. El orden de los enfrentamientos se define de modo que:
- 1.º mejor clasificado vs 4.º mejor clasificado
- 2.º mejor clasificado vs 3.º mejor clasificado

Los equipos ganadores clasificarán a la final y a las series de ascenso. Asimismo, el equipo que gane la final enfre los ganadores de las dos semifinales será nombrado campeón de liga.

### Series de ascenso
Los finalistas del Torneo Apertura y el Torneo Clausura se enfrentarán a un partido en sede neutral de la siguiente forma:
- Campeón del Apertura vs Subcampeón del Clausura
- Campeón del Clausura vs Subcampeón del Apertura

Los dos equipos ganadores de estas series ascenderán a Primera División. Mientras tanto, los equipos perdedores se enfrentarán en otro duelo en sede neutral para definir el tercer ascenso.

## Equipos participantes

### Cambios
- CD Tejutla cedió sus derechos deportivos a Sija FC debido a inestabilidad administrativa.[1][2]

### Información de participantes
| Club                | Ciudad                      | Estadio                           |
| Grupo A             | Grupo A                     | Grupo A                           |
| ------------------- | --------------------------- | --------------------------------- |
| Carchá              | San Pedro Carchá            | Juan Ramón Ponce Guay             |
| Heredia             | Livingston                  | del Monte                         |
| Izabal JC           | Puerto Barrios              | Roy Fearon                        |
| Manatí              | El Estor                    | Guillermo Leonel Warren Bautista  |
| Melchor             | Melchor de Mencos           | Olímpico Municipal                |
| Santa Cruz          | Río Hondo                   | Hermanos Castellanos              |
| Santa Cruz AV       | Santa Cruz Verapaz          | Isaías García Morales             |
| Sayaxché            | Sayaxché                    | Municipal La Pasión               |
| Grupo B             |                             |                                   |
| Club                | Ciudad                      | Estadio                           |
| Agua Blanca         | Agua Blanca                 | Roquelino Escoobar                |
| Atlas Esquipulas    | Esquipulas                  | INBOICA                           |
| Chiquimulilla       | Chiquimulilla               | Los Conacastes                    |
| Cuilapa             | Cuilapa                     | Municipal Francisco Salazar       |
| Gualán              | Río Hondo                   | Mario Enrique Arriaza Galdámez    |
| Jutiapa             | Jutiapa                     | El Cóndor                         |
| San Jorge           | San Jorge                   | Municipal San Jorge               |
| Tigres del Jumay    | Jalapa                      | Ingeniero Mario Estrada           |
| Grupo C             |                             |                                   |
| Club                | Ciudad                      | Estadio                           |
| AFF Cenma Santiago  | Santiago Sacatepéquez       | Julio Armando Cóbar               |
| Amatitlán           | Amatitlán                   | Guillermo Slowing                 |
| Bárcena VN          | Bárcena                     | Municipal de Bárcena              |
| Fraijanes           | Fraijanes                   | MiFut                             |
| Futeca              | Ciudad de Guatemala         | La Cantera                        |
| Palencia            | Palencia                    | Francisco Escobar Pérez           |
| Sampedrano          | San Pedro La Laguna         | Bella Vista                       |
| Santo Tomás IFC     | Santa Lucía Milpas Altas    | Santo Tomás Milpas Altas          |
| Grupo D             |                             |                                   |
| Club                | Ciudad                      | Estadio                           |
| América de Salcajá  | Salcajá                     | Panorama Adelso de León Amézquita |
| Ayutla              | Ayutla Tecún Umán           | Tecún Umán                        |
| Bolivia             | Santo Domingo Suchitepéquez | Comunal El Esfuerzo               |
| Colomba             | Colomba Costa Cuca          | César Manuel Aguirre y Aguirre    |
| Juventud Retaltecos | Retalhuleu                  | Óscar Monterroso Izaguirre        |
| Pajapita            | Pajapita                    | La Cantera Sport Club             |
| San Pedro           | San Pedro La Laguna         | Bella Vista                       |
| Sija                | San Carlos Sija             | José Domingo Calderón Díaz        |
| Grupo E             |                             |                                   |
| Club                | Ciudad                      | Estadio                           |
| Aguacatán           | Aguacatán                   | David Herrera Mauricio            |
| Barillas            | Santa Cruz Barillas         | Carlos Enrique Mérida Cardona     |
| Chiantla            | Chiantla                    | Buenos Aires                      |
| Democracia FC       | La Democracia               | Municipal La Democracia           |
| Juventud Copalera   | San Ildefonso Ixtahuacán    | José Antonio Castillo y Castillo  |
| La Libertad         | La Libertad                 | Municipal La Mora                 |
| Malacas             | Malacatancito               | Municipal Malacatancito           |
| San Miguel          | San Miguel Ixtahuacán       | Municipal San Miguel Ixtahuacán   |

## Fase de clasificación
Fuente: Antorcha Deportiva 

### Grupo A
| Pos. | Equipos         | PJ | PG | PE | PP | GF | GC | Dif. | PTS |
| ---- | --------------- | -- | -- | -- | -- | -- | -- | ---- | --- |
| 1.   | Melchor         | 14 | 8  | 1  | 5  | 22 | 10 | +12  | 25  |
| 2.   | Sayaxché        | 14 | 8  | 1  | 5  | 25 | 15 | +10  | 25  |
| 3.   | Heredia         | 14 | 7  | 4  | 3  | 22 | 15 | +7   | 25  |
| 4.   | Santa Cruz (AV) | 14 | 6  | 6  | 2  | 18 | 12 | +6   | 24  |
| 5.   | Carchá          | 14 | 7  | 2  | 5  | 15 | 12 | +3   | 23  |
| 6.   | Izabal JC       | 14 | 6  | 4  | 4  | 24 | 19 | +5   | 22  |
| 7.   | Santa Cruz (Z)  | 14 | 2  | 1  | 11 | 6  | 24 | −18  | 7   |
| 8.   | Manatí          | 14 | 0  | 5  | 9  | 5  | 30 | −25  | 5   |

|     | CAR | HER | IZA | MAN | MEL | SCV | SCZ | SAY |
| --- | --- | --- | --- | --- | --- | --- | --- | --- |
| CAR | X   | 0−0 | 0−1 | 2−0 | 1−0 | 2−0 | 1−0 | 2−1 |
| HER | 2−1 | X   | 0−2 | 4−1 | 1−0 | 1−1 | 3−0 | 2−0 |
| IZA | 1−1 | 3−2 | X   | 3−0 | 1−2 | 0−0 | 5−0 | 4−3 |
| MAN | 0−1 | 1−1 | 1−1 | X   | 0−0 | 0−0 | 1−1 | 0−3 |
| MEL | 3−0 | 2−3 | 4−0 | 3−0 | X   | 2−1 | 3−0 | 2−0 |
| SCV | 2−1 | 1−1 | 2−2 | 3−1 | 2−0 | X   | 1−0 | 2−0 |
| SCZ | 0−2 | 1−2 | 1−0 | 2−0 | 0−1 | 1−2 | X   | 0−1 |
| SAY | 2−1 | 2−0 | 3−1 | 6−0 | 1−0 | 0−0 | 3−1 | X   |

### Grupo B
| Pos. | Equipos          | PJ | PG | PE | PP | GF | GC | Dif. | PTS |
| ---- | ---------------- | -- | -- | -- | -- | -- | -- | ---- | --- |
| 1.   | Chiquimulilla    | 14 | 8  | 3  | 3  | 17 | 13 | +4   | 27  |
| 2.   | San Jorge        | 14 | 7  | 4  | 3  | 29 | 17 | +12  | 25  |
| 3.   | Tigres del Jumay | 14 | 7  | 3  | 4  | 23 | 13 | +10  | 24  |
| 4.   | Gualán           | 14 | 6  | 5  | 3  | 17 | 15 | +2   | 23  |
| 5.   | Cuilapa          | 14 | 6  | 3  | 5  | 32 | 22 | +10  | 21  |
| 6.   | Agua Blanca      | 14 | 2  | 6  | 6  | 14 | 23 | −9   | 12  |
| 7.   | Jutiapa          | 14 | 2  | 5  | 7  | 10 | 22 | −12  | 11  |
| 8.   | Atlas Esquipulas | 14 | 2  | 3  | 9  | 16 | 33 | −17  | 9   |

|     | AGB | ATS | CHQ | CUI | GLN | JUT | SJO | TIG |
| --- | --- | --- | --- | --- | --- | --- | --- | --- |
| AGB | X   | 1−0 | 0−1 | 1−1 | 1−0 | 1−1 | 0−0 | 1−0 |
| ATS | 1−1 | X   | 0−1 | 2−1 | 0−1 | 2−2 | 0−4 | 2−2 |
| CHQ | 2−1 | 3−2 | X   | 2−1 | 2−1 | 1−1 | 2−2 | 1−0 |
| CUI | 6−3 | 7−1 | 2−1 | X   | 2−0 | 1−1 | 5−3 | 3−1 |
| GLN | 2−1 | 2−0 | 0−0 | 1−1 | X   | 3−0 | 2−2 | 2−1 |
| JUT | 0−2 | 2−4 | 0−1 | 2−0 | 0−1 | X   | 1−0 | 0−0 |
| SJO | 5−1 | 3−2 | 2−0 | 3−1 | 1−1 | 1−0 | X   | 2−0 |
| TIG | 2−0 | 3−0 | 1−0 | 2−1 | 4−0 | 5−0 | 2−1 | X   |

### Grupo C
| Pos. | Equipos         | PJ | PG | PE | PP | GF | GC | Dif. | PTS |
| ---- | --------------- | -- | -- | -- | -- | -- | -- | ---- | --- |
| 1.   | Fraijanes       | 14 | 10 | 2  | 2  | 35 | 14 | +21  | 32  |
| 2.   | Amatitlán       | 14 | 8  | 4  | 2  | 21 | 13 | +8   | 28  |
| 3.   | Palencia        | 14 | 7  | 2  | 5  | 27 | 24 | +3   | 23  |
| 4.   | CSD Sampedrano  | 14 | 5  | 6  | 3  | 24 | 17 | +6   | 21  |
| 5.   | Santo Tomás IFC | 14 | 5  | 5  | 4  | 29 | 24 | +5   | 20  |
| 6.   | Bárcena         | 14 | 2  | 6  | 6  | 28 | 41 | −13  | 12  |
| 7.   | AFF Guatemala   | 14 | 2  | 3  | 9  | 12 | 30 | −18  | 9   |
| 8.   | Futeca          | 14 | 1  | 4  | 9  | 19 | 31 | −12  | 7   |

|     | AFF | AMA | BCN | FRJ | FUT | PAL | SMP | STI |
| --- | --- | --- | --- | --- | --- | --- | --- | --- |
| AFF | X   | 0−1 | 1−1 | 0−2 | 1−0 | 0−2 | 0−1 | 0−4 |
| AMA | 1−0 | X   | 2−1 | 1−2 | 2−0 | 3−2 | 0−0 | 2−0 |
| BCN | 5−5 | 1−1 | X   | 2−5 | 3−2 | 2−2 | 4−4 | 4−4 |
| FRJ | 5−0 | 0−2 | 1−0 | X   | 4−2 | 4−1 | 4−0 | 1−0 |
| FUT | 2−2 | 2−2 | 2−3 | 0−2 | X   | 1−0 | 1−1 | 3−3 |
| PAL | 1−0 | 1−2 | 6−1 | 2−1 | 4−2 | X   | 0−0 | 3−2 |
| SMP | 1−2 | 2−0 | 4−0 | 3−3 | 2−1 | 4−0 | X   | 1−2 |
| STI | 4−1 | 2−2 | 2−1 | 1−1 | 2−1 | 2−3 | 1−1 | X   |

### Grupo D
| Pos. | Equipos             | PJ | PG | PE | PP | GF | GC | Dif. | PTS |
| ---- | ------------------- | -- | -- | -- | -- | -- | -- | ---- | --- |
| 1.   | Colomba             | 14 | 9  | 1  | 4  | 22 | 11 | +11  | 27  |
| 2.   | Ayutla              | 14 | 7  | 4  | 3  | 29 | 16 | +13  | 25  |
| 3.   | San Pedro FC        | 14 | 7  | 3  | 4  | 19 | 11 | +8   | 24  |
| 4.   | Pajapita            | 14 | 6  | 2  | 6  | 35 | 21 | +14  | 20  |
| 5.   | Sija                | 14 | 5  | 2  | 7  | 12 | 18 | −6   | 17  |
| 6.   | Bolivia             | 14 | 5  | 2  | 7  | 17 | 27 | −10  | 17  |
| 7.   | América Salcajá     | 14 | 5  | 1  | 8  | 16 | 33 | −17  | 16  |
| 8.   | Juventud Retaltecos | 14 | 3  | 3  | 8  | 10 | 23 | −13  | 12  |

|     | AME | AYU | BOL | CLB | JRE | PAJ | SPF | SIJ |
| --- | --- | --- | --- | --- | --- | --- | --- | --- |
| AME | X   | 2−2 | 2−0 | 2−1 | 1−0 | 4−0 | 0−1 | 0−1 |
| AYU | 6−0 | X   | 4−1 | 2−0 | 3−0 | 3−2 | 2−1 | 2−0 |
| BOL | 5−3 | 1−0 | X   | 0−1 | 2−0 | 2−2 | 1−0 | 1−2 |
| CLB | 3−1 | 1−0 | 3−1 | X   | 1−0 | 4−1 | 1−0 | 4−0 |
| JRE | 2−0 | 2−2 | 2−2 | 0−1 | X   | 2−1 | 0−0 | 1−0 |
| PAJ | 9−0 | 4−1 | 5−0 | 1−1 | 5−0 | X   | 1−0 | 3−1 |
| SPF | 2−0 | 2−2 | 3−0 | 1−0 | 3−1 | 2−1 | X   | 4−2 |
| SIJ | 0−1 | 0−0 | 0−1 | 2−1 | 2−0 | 1−0 | 0−0 | X   |

### Grupo E
| Pos. | Equipos           | PJ | PG | PE | PP | GF | GC | Dif. | PTS |
| ---- | ----------------- | -- | -- | -- | -- | -- | -- | ---- | --- |
| 1.   | La Libertad       | 14 | 8  | 2  | 4  | 27 | 16 | +11  | 26  |
| 2.   | Juventud Copalera | 14 | 8  | 2  | 4  | 26 | 18 | +8   | 26  |
| 3.   | Barillas          | 14 | 8  | 2  | 4  | 18 | 13 | +5   | 26  |
| 4.   | Malacas           | 14 | 7  | 1  | 6  | 27 | 26 | +1   | 22  |
| 5.   | Democracia        | 14 | 6  | 3  | 5  | 18 | 21 | −3   | 21  |
| 6.   | Chiantla          | 14 | 4  | 3  | 7  | 15 | 17 | −2   | 15  |
| 7.   | San Miguel        | 14 | 3  | 4  | 7  | 18 | 26 | −8   | 13  |
| 8.   | Aguacatán         | 14 | 2  | 3  | 9  | 17 | 29 | −12  | 9   |

|     | AGU | BRL | CHN | DEM | JCO | LLB | MLC | SMG |
| --- | --- | --- | --- | --- | --- | --- | --- | --- |
| AGU | X   | 2−3 | 0−1 | 1−0 | 3−4 | 1−1 | 3−1 | 1−1 |
| BRL | 2−1 | X   | 1−0 | 1−0 | 1−1 | 1−0 | 4−0 | 1−0 |
| CHN | 0−0 | 1−0 | X   | 3−0 | 0−0 | 2−2 | 1−0 | 1−2 |
| DEM | 1−0 | 1−1 | 3−2 | X   | 2−0 | 1−0 | 4−3 | 2−2 |
| JCO | 5−3 | 3−1 | 3−1 | 0−2 | X   | 4−2 | 1−0 | 2−0 |
| LLB | 4−0 | 1−0 | 2−1 | 3−0 | 1−0 | X   | 4−1 | 2−1 |
| MLC | 3−1 | 2−0 | 3−2 | 1−1 | 2−1 | 3−1 | X   | 3−1 |
| SMG | 3−1 | 1−2 | 1−0 | 2−2 | 0−2 | 1−4 | 3−3 | X   |

## Resultados
| Fecha 1                     | Fecha 1   | Fecha 1           | Fecha 1                           | Fecha 1     | Fecha 1 |
| Local                       | Resultado | Visitante         | Estadio                           | Fecha       | Hora    |
| Grupo A                     | Grupo A   | Grupo A           | Grupo A                           | Grupo A     | Grupo A |
| --------------------------- | --------- | ----------------- | --------------------------------- | ----------- | ------- |
| Santa Cruz AV               | 1−1       | Heredia           | Isaías García Morales             | 29 de enero | 15:00   |
| Sayaxché                    | 3−1       | Santa Cruz        | La Pasión                         | 29 de enero | 15:00   |
| Manatí                      | 1−1       | Izabal JC         | Guillermo Warren                  | 29 de enero | 15:00   |
| Carchá                      | 1−0       | Melchor           | Juan Ramón Ponce Guay             | 29 de enero | 15:00   |
| Grupo B                     |           |                   |                                   |             |         |
| Tigres del Jumay            | 2−1       | San Jorge         | Ingeniero Mario Estrada           | 28 de enero | 20:00   |
| Cuilapa                     | 7−1       | Atlas Esquipulas  | Francisco Salazar                 | 29 de enero | 11:00   |
| Chiquimulilla               | 2−1       | Gualán            | Los Conacastes                    | 29 de enero | 11:00   |
| Jutiapa                     | 0−2       | Agua Blanca       | El Cóndor                         | 29 de enero | 11:00   |
| Grupo C                     |           |                   |                                   |             |         |
| Bárcena VN                  | 2−2       | Palencia          | Municipal de Bárcena              | 28 de enero | 15:47   |
| AFF Guatemala               | 1−0       | Futeca            | Julio Armando Cóbar               | 28 de enero | 18:00   |
| Fraijanes                   | 0−2       | Amatitlán         | MiFut                             | 29 de enero | 11:00   |
| Sampedrano                  | 1−2       | Santo Tomás IFC   | El Esfuerzo                       | 29 de enero | 11:00   |
| Grupo D                     |           |                   |                                   |             |         |
| Colomba                     | 1−0       | San Pedro         | César Manuel Aguirre              | 29 de enero | 11:00   |
| Juventud Retaltecos         | 2−2       | Ayutla            | Óscar Monterroso Izaguirre        | 29 de enero | 11:00   |
| Sija                        | 0−1       | Bolivia           | José Domingo Calderón Díaz        | 29 de enero | 15:00   |
| América Salcajá             | 4−0       | Pajapita          | Panorama Adelso de León Amézquita | 29 de enero | 15:00   |
| Grupo E                     |           |                   |                                   |             |         |
| La Libertad                 | 1−0       | Juventud Copalera | Comunal La Mesilla                | 28 de enero | 15:00   |
| San Miguel                  | 1−2       | Barillas          | Municipal SM Ixtahuacán           | 29 de enero | 11:00   |
| Chiantla                    | 3−0       | Democracia        | Buenos Aires                      | 29 de enero | 11:00   |
| Malacas                     | 3−1       | Aguacatán         | Municipal Malacatancito           | 29 de enero | 15:00   |
| Goles: 56 (2.8 por partido) |           |                   |                                   |             |         |

| Fecha 2                      | Fecha 2   | Fecha 2             | Fecha 2                       | Fecha 2      | Fecha 2 |
| Local                        | Resultado | Visitante           | Estadio                       | Fecha        | Hora    |
| Grupo A                      | Grupo A   | Grupo A             | Grupo A                       | Grupo A      | Grupo A |
| ---------------------------- | --------- | ------------------- | ----------------------------- | ------------ | ------- |
| Heredia                      | 2−1       | Carchá              | del Monte                     | 1 de febrero | 15:00   |
| Melchor                      | 3−0       | Manatí              | Olímpico Municipal            | 1 de febrero | 15:00   |
| Santa Cruz                   | 1−2       | Santa Cruz AV       | Hermanos Castellanos          | 1 de febrero | 15:30   |
| Izabal JC                    | 4−3       | Sayaxché            | Roy Fearon                    | 1 de febrero | 15:30   |
| Grupo B                      |           |                     |                               |              |         |
| Agua Blanca                  | 0−1       | Chiquimulilla       | Roquelino Escobar             | 1 de febrero | 15:00   |
| San Jorge                    | 1−0       | Jutiapa             | Municipal San Jorge           | 1 de febrero | 15:30   |
| Atlas Esquipulas             | 2−2       | Tigres del Jumay    | La Misma Cancha               | 1 de febrero | 15:30   |
| Gualán                       | 1−1       | Cuilapa             | Mario Enrique Arriaza         | 1 de febrero | 15:45   |
| Grupo C                      |           |                     |                               |              |         |
| Santo Tomás IFC              | 1−1       | Fraijanes           | Santo Tomás Milpas Altas      | 1 de febrero | 10:00   |
| Amatitlán                    | 2−1       | Bárcena VN          | Guillermo Slowing             | 1 de febrero | 12:00   |
| Futeca                       | 1−1       | Sampedrano          | La Cantera Futeca Cayalá      | 1 de febrero | 13:00   |
| Palencia                     | 1−0       | AFF Guatemala       | Municipal de Palencia         | 1 de febrero | 15:00   |
| Grupo D                      |           |                     |                               |              |         |
| Pajapita                     | 3−1       | Sija                | Dionisio Echeverría           | 1 de febrero | 15:00   |
| Ayutla                       | 6−0       | América Salcajá     | Tecún Umán                    | 1 de febrero | 15:00   |
| Bolivia                      | 0−1       | Colomba             | Comunal El Esfuerzo           | 1 de febrero | 15:30   |
| San Pedro                    | 3−1       | Juventud Retaltecos | Bella Vista                   | 1 de febrero | 19:00   |
| Grupo E                      |           |                     |                               |              |         |
| Barillas                     | 4−0       | Malacas             | Carlos Enrique Mérida Cardona | 1 de febrero | 15:00   |
| Democracia                   | 2−2       | San Miguel          | La Democracia                 | 1 de febrero | 15:00   |
| Juventud Copalera            | 3−1       | Chiantla            | José Antonio Castillo         | 1 de febrero | 15:00   |
| Aguacatán                    | 1−1       | La Libertad         | David Herrera Mauricio        | 1 de febrero | 15:00   |
| Goles: 61 (3.05 por partido) |           |                     |                               |              |         |

| Fecha 3                     | Fecha 3   | Fecha 3           | Fecha 3                       | Fecha 3      | Fecha 3 |
| Local                       | Resultado | Visitante         | Estadio                       | Fecha        | Hora    |
| Grupo A                     | Grupo A   | Grupo A           | Grupo A                       | Grupo A      | Grupo A |
| --------------------------- | --------- | ----------------- | ----------------------------- | ------------ | ------- |
| Heredia                     | 3−0       | Santa Cruz        | del Monte                     | 5 de febrero | 11:00   |
| Santa Cruz AV               | 2−2       | Izabal JC         | Isaías García Morales         | 5 de febrero | 15:00   |
| Sayaxché                    | 1−0       | Melchor           | La Pasión                     | 5 de febrero | 15:00   |
| Carchá                      | 2−0       | Manatí            | Juan Ramón Ponce Guay         | 5 de febrero | 15:00   |
| Grupo B                     |           |                   |                               |              |         |
| Tigres del Jumay            | 4−0       | Gualán            | Ingeniero Mario Estrada       | 4 de febrero | 20:00   |
| Cuilapa                     | 6−3       | Agua Blanca       | Francisco Salazar             | 5 de febrero | 11:00   |
| Jutiapa                     | 0−1       | Chiquimulilla     | El Cóndor                     | 5 de febrero | 11:00   |
| San Jorge                   | 3−2       | Atlas Esquipulas  | Municipal San Jorge           | 5 de febrero | 15:00   |
| Grupo C                     |           |                   |                               |              |         |
| Futeca                      | 1−0       | Palencia          | La Cantera Futeca Cayalá      | 4 de febrero | 15:00   |
| Bárcena VN                  | 4−4       | Santo Tomás IFC   | Municipal de Bárcena          | 4 de febrero | 15:47   |
| AFF Guatemala               | 0−1       | Amatitlán         | Julio Armando Cóbar           | 4 de febrero | 19:00   |
| Sampedrano                  | 3−3       | Fraijanes         | Bella Vista                   | 4 de febrero | 20:00   |
| Grupo D                     |           |                   |                               |              |         |
| Colomba                     | 4−1       | Pajapita          | Israel Barrios                | 4 de febrero | 15:00   |
| Juventud Retaltecos         | 2−0       | América Salcajá   | Óscar Monterroso Izaguirre    | 5 de febrero | 11:00   |
| San Pedro                   | 3−0       | Bolivia           | Bella Vista                   | 5 de febrero | 12:00   |
| Sija                        | 0−0       | Ayutla            | José Domingo Calderón Díaz    | 5 de febrero | 15:00   |
| Grupo E                     |           |                   |                               |              |         |
| San Miguel                  | 0−2       | Juventud Copalera | Municipa SM Ixtahuacán        | 5 de febrero | 11:00   |
| Chiantla                    | 0−0       | Aguacatán         | Buenos Aires                  | 5 de febrero | 11:00   |
| Malacas                     | 3−1       | La Libertad       | Municipal de Malacatancito    | 5 de febrero | 11:00   |
| Barillas                    | 1−0       | Democracia        | Carlos Enrique Mérida Cardona | 5 de febrero | 15:00   |
| Goles: 62 (3.1 por partido) |           |                   |                               |              |         |

| Fecha 4                      | Fecha 4   | Fecha 4             | Fecha 4                           | Fecha 4       | Fecha 4 |
| Local                        | Resultado | Visitante           | Estadio                           | Fecha         | Hora    |
| Grupo A                      | Grupo A   | Grupo A             | Grupo A                           | Grupo A       | Grupo A |
| ---------------------------- | --------- | ------------------- | --------------------------------- | ------------- | ------- |
| Izabal JC                    | 3−2       | Heredia             | Roy Fearon                        | 12 de febrero | 12:00   |
| Santa Cruz                   | 0−2       | Carchá              | Hermanos Castellanos              | 12 de febrero | 15:00   |
| Melchor                      | 2−1       | Santa Cruz AV       | Olímpico Municipal                | 12 de febrero | 15:00   |
| Manatí                       | 0−3       | Sayaxché            | Guillermo Warren                  | 12 de febrero | 15:00   |
| Grupo B                      |           |                     |                                   |               |         |
| Chiquimulilla                | 2−1       | Cuilapa             | Los Conacastes                    | 12 de febrero | 11:00   |
| Gualán                       | 2−2       | San Jorge           | Mario Enrique Arriaza             | 12 de febrero | 15:00   |
| Agua Blanca                  | 1−1       | Tigres del Jumay    | Roquelino Escobar                 | 12 de febrero | 15:00   |
| Atlas Esquipulas             | 2−2       | Jutiapa             | La Misma Cancha                   | 12 de febrero | 15:30   |
| Grupo C                      |           |                     |                                   |               |         |
| Palencia                     | 0−0       | Sampedrano          | Municipal de Palencia             | 11 de febrero | 15:00   |
| Fraijanes                    | 1−0       | Bárcena VN          | MiFut                             | 11 de febrero | 15:30   |
| Amatitlán                    | 2−0       | Futeca              | Guillermo Slowing                 | 12 de febrero | 11:00   |
| Santo Tomás IFC              | 4−1       | AFF Guatemala       | Santo Tomás Milpas Altas          | 12 de febrero | 11:00   |
| Grupo D                      |           |                     |                                   |               |         |
| Bolivia                      | 2−0       | Juventud Retaltecos | Comunal El Esfuerzo               | 12 de febrero | 11:00   |
| Pajapita                     | 1−0       | San Pedro           | Dionisio Echeverría               | 12 de febrero | 12:00   |
| Ayutla                       | 2−0       | Colomba             | Tecún Umán                        | 12 de febrero | 12:00   |
| América Salcajá              | 0−2       | Sija                | Panorama Adelso de León Amézquita | 12 de febrero | 15:00   |
| Grupo E                      |           |                     |                                   |               |         |
| La Libertad                  | 2−1       | Chiantla            | Comunal La Mesilla                | 11 de febrero | 15:15   |
| Juventud Copalera            | 3−1       | Barillas            | José Antonio Castillo             | 12 de febrero | 11:20   |
| Democracia                   | 4−3       | Malacas             | La Democracia                     | 12 de febrero | 13:00   |
| Aguacatán                    | 1−1       | San Miguel          | David Herrera Mauricio            | 12 de febrero | 15:00   |
| Goles: 57 (2.85 por partido) |           |                     |                                   |               |         |

| Fecha 5                      | Fecha 5   | Fecha 5           | Fecha 5                       | Fecha 5       | Fecha 5 |
| Local                        | Resultado | Visitante         | Estadio                       | Fecha         | Hora    |
| Grupo A                      | Grupo A   | Grupo A           | Grupo A                       | Grupo A       | Grupo A |
| ---------------------------- | --------- | ----------------- | ----------------------------- | ------------- | ------- |
| Heredia                      | 1−0       | Melchor           | del Monte                     | 15 de febrero | 15:00   |
| Santa Cruz AV                | 3−1       | Manatí            | Isaías García Morales         | 15 de febrero | 15:00   |
| Carchá                       | 2−1       | Sayaxché          | Juan Ramón Ponce Guay         | 15 de febrero | 15:00   |
| Santa Cruz                   | 1−0       | Izabal JC         | Hermanos Castellanos          | 15 de febrero | 15:45   |
| Grupo B                      |           |                   |                               |               |         |
| Jutiapa                      | 2−0       | Cuilapa           | El Cóndor                     | 15 de febrero | 15:00   |
| Atlas Esquipulas             | 0−1       | Gualán            | INBOICA                       | 15 de febrero | 15:30   |
| San Jorge                    | 5−1       | Agua Blanca       | Municipal San Jorge           | 15 de febrero | 15:30   |
| Tigres del Jumay             | 1−0       | Chiquimulilla     | Ingeniero Mario Estrada       | 15 de febrero | 20:00   |
| Grupo C                      |           |                   |                               |               |         |
| Futeca                       | 3−3       | Santo Tomás IFC   | La Cantera Futeca Cayalá      | 15 de febrero | 13:00   |
| Palencia                     | 1−2       | Amatitlán         | Francisco Escobar Pérez       | 15 de febrero | 15:00   |
| AFF Guatemala                | 0−2       | Fraijanes         | Julio Armando Cóobar          | 15 de febrero | 18:00   |
| Sampedrano                   | 4−0       | Bárcena           | Bella Vista                   | 15 de febrero | 20:00   |
| Grupo D                      |           |                   |                               |               |         |
| Ayutla                       | 2−1       | San Pedro         | Tecún Umán                    | 15 de febrero | 12:00   |
| Colomba                      | 3−1       | América Salcajá   | César Manuel Aguirre          | 15 de febrero | 15:00   |
| Juventud Retaltecos          | 1−0       | Sija              | Óscar Monterroso Izaguirre    | 15 de febrero | 15:00   |
| Bolivia                      | 2−2       | Pajapita          | Comunal El Esfuerzo           | 15 de febrero | 15:30   |
| Grupo E                      |           |                   |                               |               |         |
| Democracia                   | 2−0       | Juventud Copalera | La Democracia                 | 15 de febrero | 15:00   |
| Barillas                     | 2−1       | Aguacatán         | Carlos Enrique Mérida Cardona | 15 de febrero | 15:00   |
| San Miguel                   | 1−4       | La Libertad       | Municipal SM Ixtahuacán       | 15 de febrero | 15:00   |
| Malacas                      | 3−2       | Chiantla          | Municipal Malacatancito       | 15 de febrero | 15:00   |
| Goles: 61 (3.05 por partido) |           |                   |                               |               |         |

| Fecha 6                   | Fecha 6   | Fecha 6             | Fecha 6                           | Fecha 6       | Fecha 6 |
| Local                     | Resultado | Visitante           | Estadio                           | Fecha         | Hora    |
| Grupo A                   | Grupo A   | Grupo A             | Grupo A                           | Grupo A       | Grupo A |
| ------------------------- | --------- | ------------------- | --------------------------------- | ------------- | ------- |
| Izabal JC                 | 1−1       | Carchá              | Roy Fearon                        | 19 de febrero | 12:00   |
| Melchor                   | 3−0       | Santa Cruz          | Olímpico Municipal                | 19 de febrero | 15:00   |
| Sayaxché                  | 0−0       | Santa Cruz AV       | La Pasión                         | 19 de febrero | 15:00   |
| Manatí                    | 1−1       | Heredia             | Guillermo Warren                  | 22 de febrero | 15:00   |
| Grupo B                   |           |                     |                                   |               |         |
| Chiquimulilla             | 2−2       | San Jorge           | Los Conacastes                    | 19 de febrero | 11:00   |
| Cuilapa                   | 3−1       | Tigres del Jumay    | Francisco Salazar                 | 19 de febrero | 11:00   |
| Agua Blanca               | 1−0       | Atlas Esquipulas    | Roquelino Escobar                 | 19 de febrero | 15:00   |
| Gualán                    | 3−0       | Jutiapa             | Mario Enrique Arriaza             | 19 de febrero | 15:30   |
| Grupo C                   |           |                     |                                   |               |         |
| Bárcena VN                | 5−5       | AFF Guatemala       | Municipal de Bárcena              | 18 de febrero | 15:47   |
| Amatitlán                 | 0−0       | Sampedrano          | Guillermo Slowing                 | 19 de febrero | 11:00   |
| Santo Tomás               | 2−3       | Palencia            | Santo Tomás Milpas Altas          | 19 de febrero | 11:00   |
| Fraijanes                 | 4−2       | Futeca              | MiFut                             | 19 de febrero | 11:00   |
| Grupo D                   |           |                     |                                   |               |         |
| Pajapita                  | 5−0       | Juventud Retaltecos | La Cantera Sport Club             | 19 de febrero | 12:00   |
| Ayutla                    | 4−1       | Bolivia             | Tecún Umán                        | 19 de febrero | 12:00   |
| América Salcajá           | 0−1       | San Pedro           | Panorama Adelso de León Amézquita | 19 de febrero | 15:00   |
| Sija                      | 2−1       | Colomba             | José Domingo Calderón Díaz        | 19 de febrero | 15:00   |
| Grupo E                   |           |                     |                                   |               |         |
| La Libertad               | 1−0       | Barillas            | Municipal La Mora                 | 18 de febrero | 15:15   |
| Chiantla                  | 1−2       | San Miguel          | Buenos Aires                      | 19 de febrero | 11:00   |
| Juventud Copalera         | 1−0       | Malacas             | José Antonio Castillo             | 19 de febrero | 11:20   |
| Aguacatán                 | 1−0       | Democracia          | David Herrera Mauricio            | 19 de febrero | 15:00   |
| Goles: 60 (3 por partido) |           |                     |                                   |               |         |

| Fecha 7                     | Fecha 7   | Fecha 7          | Fecha 7                       | Fecha 7       | Fecha 7 |
| Local                       | Resultado | Visitante        | Estadio                       | Fecha         | Hora    |
| Grupo A                     | Grupo A   | Grupo A          | Grupo A                       | Grupo A       | Grupo A |
| --------------------------- | --------- | ---------------- | ----------------------------- | ------------- | ------- |
| Heredia                     | 2−0       | Sayaxché         | del Monte                     | 26 de febrero | 11:00   |
| Izabal JC                   | 1−2       | Melchor          | Roy Fearon                    | 26 de febrero | 12:00   |
| Santa Cruz                  | 2−0       | Manatí           | Hermanos Castellanos          | 26 de febrero | 15:00   |
| Carchá                      | 2−0       | Santa Cruz AV    | Juan Ramón Ponce Guay         | 26 de febrero | 15:00   |
| Grupo B                     |           |                  |                               |               |         |
| Chiquimulilla               | 3−2       | Atlas Esquipulas | Los Conacastes                | 26 de febrero | 11:00   |
| Gualán                      | 2−1       | Agua Blanca      | Mario Enrique Arriaza         | 26 de febrero | 15:00   |
| Jutiapa                     | 0−0       | Tigres del Jumay | El Cóndor                     | 26 de febrero | 15:00   |
| San Jorge                   | 3−1       | Cuilapa          | Municipal San Jorge           | 26 de febrero | 15:30   |
| Grupo C                     |           |                  |                               |               |         |
| Palencia                    | 2−1       | Fraijanes        | Francisco Escobar Pérez       | 25 de febrero | 15:00   |
| Futeca                      | 2−3       | Bárcena VN       | La Cantera Futeca Cayalá      | 25 de febrero | 15:00   |
| Sampedrano                  | 1−2       | AFF Guatemala    | Bella Vista                   | 25 de febrero | 20:00   |
| Amatitlán                   | 2−0       | Santo Tomás IFC  | Guillermo Slowing             | 26 de febrero | 11:00   |
| Grupo D                     |           |                  |                               |               |         |
| Bolivia                     | 5−3       | América Salcajá  | Comunal El Esfuerzo           | 26 de febrero | 11:00   |
| Juventud Retaltecos         | 0−1       | Colomba          | Óscar Monterroso Izaguirre    | 26 de febrero | 11:00   |
| Ayutla                      | 3−2       | Pajapita         | Tecún Umán                    | 26 de febrero | 12:00   |
| San Pedro                   | 4−2       | Sija             | Bella Vista                   | 26 de febrero | 12:00   |
| Grupo E                     |           |                  |                               |               |         |
| Malacas                     | 3−1       | San Miguel       | Municipal de Malacatancito    | 26 de febrero | 11:00   |
| Juventud Copalera           | 5−3       | Aguacatán        | José Antonio Castillo         | 26 de febrero | 11:20   |
| Democracia                  | 1−0       | La Libertad      | La Democracia                 | 26 de febrero | 13:00   |
| Barillas                    | 1−0       | Chiantla         | Carlos Enrique Mérida Cardona | 26 de febrero | 15:00   |
| Goles: 68 (3.4 por partido) |           |                  |                               |               |         |

| Fecha 8                     | Fecha 8   | Fecha 8             | Fecha 8                       | Fecha 8    | Fecha 8 |
| Local                       | Resultado | Visitante           | Estadio                       | Fecha      | Hora    |
| Grupo A                     | Grupo A   | Grupo A             | Grupo A                       | Grupo A    | Grupo A |
| --------------------------- | --------- | ------------------- | ----------------------------- | ---------- | ------- |
| Heredia                     | 1−1       | Santa Cruz AV       | del Monte                     | 5 de marzo | 11:00   |
| Izabal JC                   | 3−0       | Manatí              | Roy Fearon                    | 5 de marzo | 12:00   |
| Melchor                     | 3−0       | Carchá              | Olímpico Municipal            | 5 de marzo | 15:00   |
| Santa Cruz                  | 0−1       | Sayaxché            | Hermanos Castellanos          | 5 de marzo | 15:30   |
| Grupo B                     |           |                     |                               |            |         |
| Gualán                      | 0−0       | Chiquimulilla       | Mario Enrique Arriaza         | 5 de marzo | 15:00   |
| Agua Blanca                 | 1−1       | Jutiapa             | Roquelino Escobar             | 5 de marzo | 15:00   |
| San Jorge                   | 2−0       | Tigres del Jumay    | Municipal San Jorge           | 5 de marzo | 15:30   |
| Atlas Esquipulas            | 2−1       | Cuilapa             | INBOICA                       | 5 de marzo | 15:30   |
| Grupo C                     |           |                     |                               |            |         |
| Santo Tomás IFC             | 1−1       | Sampedrano          | Santo Tomás Milpas Altas      | 4 de marzo | 11:00   |
| Futeca                      | 2−2       | AFF Guatemala       | La Cantera, Futeca Cayalá     | 4 de marzo | 15:00   |
| Palencia                    | 6−1       | Bárcena VN          | Francisco Escobar Pérez       | 4 de marzo | 15:00   |
| Amatitlán                   | 1−2       | Fraijanes           | Guillermo Slowing             | 5 de marzo | 11:00   |
| Grupo D                     |           |                     |                               |            |         |
| Bolivia                     | 1−2       | Sija                | Comunal El Esfuerzo           | 5 de marzo | 11:00   |
| San Pedro                   | 1−0       | Colomba             | Bella Vista                   | 5 de marzo | 12:00   |
| Pajapita                    | 9−0       | América Salcajá     | La Cantera Sport Club         | 5 de marzo | 12:00   |
| Ayutla                      | 3−0       | Juventud Retaltecos | Tecún Umán                    | 5 de marzo | 12:00   |
| Grupo E                     |           |                     |                               |            |         |
| Juventud Copalera           | 4−2       | La Libertad         | José Antonio Castillo         | 5 de marzo | 11:20   |
| Democracia                  | 3−2       | Chiantla            | La Democracia                 | 5 de marzo | 13:00   |
| Barillas                    | 1−0       | San Miguel          | Carlos Enrique Mérida Cardona | 5 de marzo | 15:00   |
| Aguacatán                   | 3−1       | Malacas             | David Herrera Mauricio        | 5 de marzo | 15:00   |
| Goles: 64 (3.2 por partido) |           |                     |                               |            |         |

| Fecha 9                      | Fecha 9   | Fecha 9           | Fecha 9                           | Fecha 9    | Fecha 9 |
| Local                        | Resultado | Visitante         | Estadio                           | Fecha      | Hora    |
| Grupo A                      | Grupo A   | Grupo A           | Grupo A                           | Grupo A    | Grupo A |
| ---------------------------- | --------- | ----------------- | --------------------------------- | ---------- | ------- |
| Carchá                       | 0−0       | Heredia           | Juan Ramón Ponce Guay             | 8 de marzo | 15:00   |
| Santa Cruz AV                | 1−0       | Santa Cruz        | Isaías García Morales             | 8 de marzo | 15:00   |
| Sayaxché                     | 3−1       | Izabal JC         | La Pasión                         | 8 de marzo | 15:30   |
| Manatí                       | 0−0       | Melchor           | Municipal Río Dulce               | 8 de marzo | 16:00   |
| Grupo B                      |           |                   |                                   |            |         |
| Chiquimulilla                | 2−1       | Agua Blanca       | Los Conacastes                    | 8 de marzo | 11:00   |
| Cuilapa                      | 2−0       | Gualán            | Francisco Salazar                 | 8 de marzo | 15:00   |
| Jutiapa                      | 1−0       | San Jorge         | El Cóndor                         | 8 de marzo | 16:00   |
| Tigres del Jumay             | 3−0       | Atlas Esquipulas  | Ingeniero Mario Estrada           | 8 de marzo | 20:00   |
| Grupo C                      |           |                   |                                   |            |         |
| Fraijanes                    | 1−0       | Santo Tomás IFC   | MiFut                             | 8 de marzo | 15:00   |
| Bárcena VN                   | 1−1       | Amatitlán         | Municipal de Bárcena              | 8 de marzo | 15:47   |
| AFF Guatemala                | 0−2       | Palencia          | Julio Armando Cóbar               | 8 de marzo | 18:00   |
| Sampedrano                   | 2−1       | Futeca            | Bella Vista                       | 8 de marzo | 20:00   |
| Grupo D                      |           |                   |                                   |            |         |
| Juventud Retaltecos          | 0−0       | San Pedro         | Óscar Monteroso Izaguirre         | 8 de marzo | 12:30   |
| Sija                         | 1−0       | Pajapita          | José Domingo Calderón             | 8 de marzo | 15:00   |
| América Salcajá              | 2−2       | Ayutla            | Panorama Adelso de León Amézquita | 8 de marzo | 15:00   |
| Colomba                      | 3−1       | Bolivia           | César Manuel Aguirre              | 8 de marzo | 16:00   |
| Grupo E                      |           |                   |                                   |            |         |
| La Libertad                  | 4−0       | Aguacatán         | La Mora                           | 7 de marzo | 15:15   |
| Malacas                      | 2−0       | Barillas          | Municipal de Malacatancito        | 8 de marzo | 15:00   |
| San Miguel                   | 2−2       | Democracia        | Municipal SM Ixtahuacán           | 8 de marzo | 15:00   |
| Chiantla                     | 0−0       | Juventud Copalera | Buenos Aires                      | 8 de marzo | 15:00   |
| Goles: 41 (2.05 por partido) |           |                   |                                   |            |         |

| Fecha 10                     | Fecha 10  | Fecha 10            | Fecha 10                          | Fecha 10    | Fecha 10 |
| Local                        | Resultado | Visitante           | Estadio                           | Fecha       | Hora     |
| Grupo A                      | Grupo A   | Grupo A             | Grupo A                           | Grupo A     | Grupo A  |
| ---------------------------- | --------- | ------------------- | --------------------------------- | ----------- | -------- |
| Manatí                       | 0−1       | Carchá              | Municipal Río Dulce               | 12 de marzo | 11:00    |
| Izabal JC                    | 0−0       | Santa Cruz AV       | Roy Fearon                        | 12 de marzo | 12:00    |
| Melchor                      | 2−0       | Sayaxché            | Olímpico Municipal                | 12 de marzo | 15:00    |
| Santa Cruz                   | 1−2       | Heredia             | Hermanos Castellanos              | 12 de marzo | 15:30    |
| Grupo B                      |           |                     |                                   |             |          |
| Chiquimulilla                | 1−1       | Jutiapa             | Los Conacastes                    | 12 de marzo | 11:00    |
| Gualán                       | 2−1       | Tigres del Jumay    | Marrio Enrique Arriaza            | 12 de marzo | 15:00    |
| Agua Blanca                  | 1−1       | Cuilapa             | Roquelino Escobar                 | 12 de marzo | 15:00    |
| Atlas Esquipulas             | 0−4       | San Jorge           | INBOICA                           | 12 de marzo | 15:30    |
| Grupo C                      |           |                     |                                   |             |          |
| Santo Tomás IFC              | 2−1       | Bárcena VN          | Santo Tomás Milpas Altas          | 11 de marzo | 10:00    |
| Palencia                     | 4−2       | Futeca              | Francisco Escobar Pérez           | 11 de marzo | 15:00    |
| Amatitlán                    | 1−0       | AFF Guatemala       | Guillermo Slowing                 | 12 de marzo | 11:00    |
| Fraijanes                    | 4−0       | Sampedrano          | MiFute                            | 12 de marzo | 11:00    |
| Grupo D                      |           |                     |                                   |             |          |
| Bolivia                      | 1−0       | San Pedro           | Comunal El Esfuerzo               | 12 de marzo | 11:00    |
| Pajapita                     | 1−1       | Colomba             | Dionisio Echeverría               | 12 de marzo | 12:00    |
| Ayutla                       | 2−0       | Sija                | Tecún Umán                        | 12 de marzo | 12:00    |
| América Salcajá              | 1−0       | Juventud Retaltecos | Panorama Adelso de León Amézquita | 12 de marzo | 15:00    |
| Grupo E                      |           |                     |                                   |             |          |
| La Libertad                  | 4−1       | Malacas             | La Mora                           | 11 de marzo | 11:00    |
| Juventud Copalera            | 2−0       | San Miguel          | José Antonio Castillo             | 12 de marzo | 11:20    |
| Democracia                   | 1−1       | Barillas            | La Democracia                     | 12 de marzo | 13:00    |
| Aguacatán                    | 0−1       | Chiantla            | David Herrera Mauricio            | 12 de marzo | 15:00    |
| Goles: 47 (2.35 por partido) |           |                     |                                   |             |          |

| Fecha 11                     | Fecha 11  | Fecha 11          | Fecha 11                      | Fecha 11    | Fecha 11 |
| Local                        | Resultado | Visitante         | Estadio                       | Fecha       | Hora     |
| Grupo A                      | Grupo A   | Grupo A           | Grupo A                       | Grupo A     | Grupo A  |
| ---------------------------- | --------- | ----------------- | ----------------------------- | ----------- | -------- |
| Carchá                       | 1−0       | Santa Cruz        | Juan Ramón Ponce Guay         | 19 de marzo | 15:00    |
| Santa Cruz AV                | 2−0       | Melchor           | Isaías García Morales         | 19 de marzo | 15:00    |
| Sayaxché                     | 6−0       | Manatí            | La Pasión                     | 19 de marzo | 15:00    |
| Heredia                      | 0−2       | Izabal JC         | del Monte                     | 19 de marzo | 15:30    |
| Grupo B                      |           |                   |                               |             |          |
| Tigres del Jumay             | 2−0       | Agua Blanca       | Ingeniero Mario Estrada       | 18 de marzo | 20:00    |
| Jutiapa                      | 2−4       | Atlas Esquipulas  | El Cóndor                     | 19 de marzo | 10:30    |
| Cuilapa                      | 2−1       | Chiquimulilla     | Francisco Salazar             | 19 de marzo | 15:00    |
| San Jorge                    | 1−1       | Gualán            | Municipal San Jorge           | 19 de marzo | 15:30    |
| Grupo C                      |           |                   |                               |             |          |
| Futeca                       | 2−2       | Amatitlán         | La Cantera Futeca Cayalá      | 18 de marzo | 15:00    |
| Bárcena VN                   | 2−5       | Fraijanes         | Municipal de Bárcena          | 18 de marzo | 15:47    |
| AFF Guatemala                | 0−4       | Santo Tomás IFC   | Julio Armando Cóbar           | 18 de marzo | 17:00    |
| Sampedrano                   | 4−0       | Palencia          | Bella Vista                   | 18 de marzo | 20:00    |
| Grupo D                      |           |                   |                               |             |          |
| Juventud Retaltecos          | 2−2       | Bolivia           | Óscar Monterroso Izaguirre    | 19 de marzo | 11:00    |
| Colomba                      | 1−0       | Ayutla            | César Manuel Aguirre          | 19 de marzo | 11:00    |
| San Pedro                    | 2−1       | Pajapita          | Bella Vista                   | 19 de marzo | 12:00    |
| Sija                         | 0−1       | América Salcajá   | José Domingo Calderón Díaz    | 19 de marzo | 15:30    |
| Grupo E                      |           |                   |                               |             |          |
| San Miguel                   | 3−1       | Aguacatán         | Municipal SM Ixtahuacán       | 19 de marzo | 11:00    |
| Chiantla                     | 2−2       | La Libertad       | Buenos Aires                  | 19 de marzo | 11:00    |
| Malacas                      | 1−1       | Democracia        | Municipal de Malacatancito    | 19 de marzo | 15:00    |
| Barillas                     | 1−1       | Juventud Copalera | Carlos Enrique Mérida Cardona | 19 de marzo | 15:00    |
| Goles: 64 (3.20 por partido) |           |                   |                               |             |          |

| Fecha 12                     | Fecha 12  | Fecha 12            | Fecha 12                          | Fecha 12    | Fecha 12 |
| Local                        | Resultado | Visitante           | Estadio                           | Fecha       | Hora     |
| Grupo A                      | Grupo A   | Grupo A             | Grupo A                           | Grupo A     | Grupo A  |
| ---------------------------- | --------- | ------------------- | --------------------------------- | ----------- | -------- |
| Melchor                      | 2−3       | Heredia             | Olímpico Municipal                | 22 de marzo | 15:00    |
| Izabal JC                    | 5−0       | Santa Cruz          | Roy Fearon                        | 22 de marzo | 15:30    |
| Sayaxché                     | 2−1       | Carchá              | La Pasión                         | 22 de marzo | 15:30    |
| Manatí                       | 1−1       | Santa Cruz AV       | Guillermo Warren                  | 22 de marzo | 19:00    |
| Grupo B                      |           |                     |                                   |             |          |
| Chiquimulilla                | 1−0       | Tigres del Jumay    | Los Conacastes                    | 22 de marzo | 11:00    |
| Agua Blanca                  | 0−0       | San Jorge           | Roquelino Escobar                 | 22 de marzo | 15:00    |
| Cuilapa                      | 1−1       | Jutiapa             | Francisco Salazar                 | 22 de marzo | 15:00    |
| Gualán                       | 2−0       | Atlas Esquipulas    | Mario Enrique Arriaza             | 22 de marzo | 15:300   |
| Grupo C                      |           |                     |                                   |             |          |
| Santo Tomás IFC              | 2−1       | Futeca              | Santo Tomás Milpas Altas          | 22 de marzo | 10:00    |
| Amatitlán                    | 3−2       | Palencia            | Guillermo Slowing                 | 22 de marzo | 12:00    |
| Fraijanes                    | 5−0       | AFF Guatemala       | MiFute                            | 22 de marzo | 15:00    |
| Bárcena VN (D)               | 4−4       | Sampedrano          | Municipal de Bárcena              | 22 de marzo | 15:47    |
| Grupo D                      |           |                     |                                   |             |          |
| San Pedro                    | 2−2       | Ayutla              | Bella Vista                       | 22 de marzo | 12:00    |
| Pajapita                     | 5−0       | Bolivia             | Dionisio Echeverría               | 22 de marzo | 15:00    |
| América Salcajá              | 2−1       | Colomba             | Panorama Adelso de León Amézquita | 22 de marzo | 15:00    |
| Sija                         | 2−0       | Juventud Retaltecos | José Domingo Calderón Díaz        | 22 de marzo | 15:00    |
| Grupo E                      |           |                     |                                   |             |          |
| Aguacatán                    | 2−3       | Barillas            | David Herrera Mauricio            | 22 de marzo | 11:00    |
| Chiantla                     | 1−0       | Malacas             | Buenos Aires                      | 22 de marzo | 15:00    |
| Juventud Copalera            | 0−2       | Democracia          | José Antonio Castillo             | 22 de marzo | 15:15    |
| La Libertad                  | 2−1       | San Miguel          | La Mora                           | 22 de marzo | 15:15    |
| Goles: 66 (3.30 por partido) |           |                     |                                   |             |          |

| Fecha 13                     | Fecha 13  | Fecha 13          | Fecha 13                      | Fecha 13    | Fecha 13 |
| Local                        | Resultado | Visitante         | Estadio                       | Fecha       | Hora     |
| Grupo A                      | Grupo A   | Grupo A           | Grupo A                       | Grupo A     | Grupo A  |
| ---------------------------- | --------- | ----------------- | ----------------------------- | ----------- | -------- |
| Heredia                      | 4−1       | Manatí            | del Monte                     | 26 de marzo | 11:00    |
| Carchá                       | 0−1       | Izabal JC         | Juan Ramón Ponce Guay         | 26 de marzo | 15:00    |
| Santa Cruz                   | 0−1       | Melchor           | Hermanos Castellanos          | 26 de marzo | 15:00    |
| Santa Cruz AV                | 2−0       | Sayaxché          | Isaías García Morales         | 26 de marzo | 15:00    |
| Grupo B                      |           |                   |                               |             |          |
| Tigres del Jumay             | 2−1       | Cuilapa           | Ingeniero Mario Estrada       | 25 de marzo | 20:00    |
| Jutiapa                      | 0−1       | Gualán            | El Cóndor                     | 26 de marzo | 15:00    |
| Atlas Esquipulas             | 1−1       | Agua Blanca       | INBOICA                       | 26 de marzo | 15:30    |
| San Jorge                    | 2−0       | Chiquimulilla     | Municipal de San Jorge        | 26 de marzo | 15:30    |
| Grupo C                      |           |                   |                               |             |          |
| AFF Guatemala                | 1−1       | Bárcena VN        | Julio Armando Cóbar           | 25 de marzo | 13:30    |
| Palencia                     | 3−2       | Santo Tomás IFC   | Francisco Escobar López       | 25 de marzo | 15:00    |
| Futeca (D)                   | 0−2       | Fraijanes         | La Cantera, Futeca Cayalá     | 25 de marzo | 15:00    |
| Sampedrano                   | 2−0       | Amatitlán         | Bella Vista                   | 25 de marzo | 20:00    |
| Grupo D                      |           |                   |                               |             |          |
| Juventud Retaltecos          | 2−1       | Pajapita          | Óscar Monterroso Izaguirre    | 26 de marzo | 11:00    |
| Bolivia                      | 1−0       | Ayutla            | Comunal El Esfuerzo           | 26 de marzo | 11:00    |
| Colomba                      | 4−0       | Sija              | César Manuel Aguirre          | 26 de marzo | 11:00    |
| San Pedro                    | 2−0       | América Salcajá   | Bella Vista                   | 26 de marzo | 12:00    |
| Grupo E                      |           |                   |                               |             |          |
| Malacas                      | 2−1       | Juventud Copalera | Municipal de Malacatancito    | 26 de marzo | 11:00    |
| Democracia                   | 1−0       | Aguacatán         | La Democracia                 | 26 de marzo | 13:00    |
| Barillas                     | 1−0       | La Libertad       | Carlos Enrique Mérida Cardona | 26 de marzo | 15:00    |
| San Miguel                   | 1−0       | Chiantla          | Municipal SM Ixtahuacán       | 26 de marzo | 15:00    |
| Goles: 44 (2.20 por partido) |           |                   |                               |             |          |

| Fecha 14                     | Fecha 14  | Fecha 14            | Fecha 14                          | Fecha 14   | Fecha 14 |
| Local                        | Resultado | Visitante           | Estadio                           | Fecha      | Hora     |
| Grupo A                      | Grupo A   | Grupo A             | Grupo A                           | Grupo A    | Grupo A  |
| ---------------------------- | --------- | ------------------- | --------------------------------- | ---------- | -------- |
| Melchor                      | 4−0       | Izabal JC           | Olímpico Municipal                | 2 de abril | 11:00    |
| Manatí                       | 0−0       | Santa Cruz          | Guillermo Warren                  | 2 de abril | 11:00    |
| Sayaxché                     | 2−0       | Heredia             | La Pasión                         | 2 de abril | 11:00    |
| Santa Cruz AV                | 2−1       | Carchá              | Isaías García Morales             | 2 de abril | 11:00    |
| Grupo B                      |           |                     |                                   |            |          |
| Agua Blanca                  | 1−0       | Gualán              | Roquelino Escobar                 | 2 de abril | 11:00    |
| Atlas Esquipulas             | 0−1       | Chiquimulilla       | INBOICA                           | 2 de abril | 11:00    |
| Cuilapa                      | 5−3       | San Jorge           | Francisco Salazar                 | 2 de abril | 11:00    |
| Tigres del Jumay             | 5−0       | Jutiapa             | Ingeniero Mario Estrada           | 2 de abril | 11:00    |
| Grupo C                      |           |                     |                                   |            |          |
| Santo Tomás IFC              | 2−2       | Amatitlán           | Santo Tomás Milpas Altas          | 2 de abril | 11:00    |
| Fraijanes                    | 4−1       | Palencia            | MiFut                             | 2 de abril | 11:00    |
| Bárcena VN                   | 3−2       | Futeca              | Municipal de Bárcena              | 2 de abril | 11:00    |
| AFF Guatemala                | 0−1       | Sampedrano          | Julio Armando Cóbar               | 2 de abril | 11:00    |
| Grupo D                      |           |                     |                                   |            |          |
| Pajapita                     | 4−1       | Ayutla              | Dionisio Echeverría               | 2 de abril | 11:00    |
| América Salcajá              | 2−0       | Bolivia             | Panorama Adelso de León Amézquita | 2 de abril | 11:00    |
| Sija                         | 0−0       | San Pedro           | José Domingo Calderón             | 2 de abril | 11:00    |
| Colomba                      | 1−0       | Juventud Retaltecos | César Manuel Aguirre              | 2 de abril | 11:00    |
| Grupo E                      |           |                     |                                   |            |          |
| Aguacatán                    | 3−4       | Juventud Copalera   | David Herrera Mauricio            | 2 de abril | 11:00    |
| La Libertad                  | 3−0       | Democracia          | La Mora                           | 2 de abril | 11:00    |
| Chiantla                     | 1−0       | Barillas            | Buenos Aires                      | 2 de abril | 11:00    |
| San Miguel                   | 3−3       | Malacas             | Municipal SM Ixtahuacán           | 2 de abril | 11:00    |
| Goles: 64 (3.20 por partido) |           |                     |                                   |            |          |

## Tabla general
| Pos. | Equipos             | PJ | PG | PE | PP | GF | GC | Dif. | PTS | Clasificación |
| ---- | ------------------- | -- | -- | -- | -- | -- | -- | ---- | --- | ------------- |
| 1°   | Fraijanes           | 14 | 10 | 2  | 2  | 35 | 14 | +21  | 32  | Fase final    |
| 2°   | Colomba             | 14 | 9  | 1  | 4  | 22 | 11 | +11  | 28  |               |
| 3°   | Amatitlán           | 14 | 8  | 4  | 2  | 21 | 13 | +8   | 28  |               |
| 4°   | Chiquimulilla       | 14 | 8  | 3  | 3  | 17 | 13 | +4   | 27  |               |
| 5°   | La Libertad         | 14 | 8  | 2  | 4  | 27 | 16 | +11  | 26  |               |
| 6°   | Juventud Copalera   | 14 | 8  | 2  | 4  | 26 | 18 | +8   | 26  |               |
| 7°   | Barillas            | 14 | 8  | 2  | 4  | 18 | 13 | +5   | 26  |               |
| 8°   | Ayutla              | 14 | 7  | 4  | 3  | 29 | 16 | +13  | 25  |               |
| 9°   | San Jorge           | 14 | 7  | 4  | 3  | 29 | 16 | +13  | 25  |               |
| 10°  | Melchor             | 14 | 8  | 1  | 5  | 22 | 10 | +12  | 25  |               |
| 11°  | Sayaxché            | 14 | 8  | 1  | 5  | 25 | 15 | +10  | 25  |               |
| 12°  | Heredia             | 14 | 7  | 4  | 3  | 22 | 15 | +7   | 25  |               |
| 13°  | Tigres del Jumay    | 14 | 7  | 3  | 4  | 24 | 13 | +11  | 24  |               |
| 14°  | San Pedro FC        | 14 | 7  | 3  | 4  | 19 | 11 | +8   | 24  |               |
| 15°  | Santa Cruz AV       | 14 | 6  | 6  | 2  | 18 | 12 | +6   | 24  |               |
| 16°  | Palencia            | 14 | 7  | 2  | 5  | 27 | 24 | +3   | 23  |               |
| 17°  | Carchá              | 14 | 7  | 2  | 5  | 15 | 12 | +3   | 23  |               |
| 18°  | Gualán              | 14 | 6  | 5  | 3  | 17 | 15 | +2   | 23  |               |
| 19°  | Izabal JC           | 14 | 6  | 4  | 4  | 24 | 19 | +5   | 22  |               |
| 20°  | Malacas             | 14 | 7  | 1  | 6  | 27 | 26 | +1   | 22  |               |
| 21°  | Cuilapa             | 14 | 6  | 3  | 5  | 32 | 23 | +9   | 21  |               |
| 22°  | Sampedrano          | 14 | 5  | 6  | 3  | 24 | 18 | +6   | 21  |               |
| 23°  | Democracia          | 14 | 6  | 3  | 5  | 18 | 21 | −3   | 21  |               |
| 24°  | Pajapita            | 14 | 6  | 2  | 6  | 35 | 21 | +14  | 20  |               |
| 25°  | Santo Tomás IFC     | 14 | 5  | 5  | 4  | 29 | 24 | +5   | 20  |               |
| 26°  | Sija                | 14 | 5  | 2  | 7  | 12 | 18 | −6   | 17  |               |
| 27°  | Bolivia             | 14 | 5  | 2  | 7  | 17 | 17 | 0    | 17  |               |
| 28°  | América Salcajá     | 14 | 5  | 1  | 8  | 16 | 33 | +17  | 16  |               |
| 29°  | Chiantla            | 14 | 4  | 3  | 7  | 15 | 17 | −2   | 15  |               |
| 30°  | San Miguel          | 14 | 3  | 4  | 7  | 18 | 26 | +8   | 13  |               |
| 31°  | Agua Blanca         | 14 | 2  | 6  | 6  | 14 | 23 | −9   | 12  |               |
| 32°  | Bárcena             | 14 | 2  | 6  | 6  | 28 | 41 | +13  | 12  |               |
| 33°  | Juventud Retaltecos | 14 | 3  | 3  | 8  | 10 | 23 | −13  | 12  |               |
| 34°  | Jutiapa             | 14 | 2  | 5  | 7  | 10 | 22 | −12  | 11  |               |
| 35°  | Aguacatán           | 14 | 2  | 3  | 9  | 17 | 29 | −12  | 9   |               |
| 36°  | Atlas Esquipulas    | 14 | 2  | 3  | 9  | 17 | 29 | −12  | 9   |               |
| 37°  | AFF Guatemala       | 14 | 2  | 3  | 9  | 12 | 30 | −18  | 9   |               |
| 38°  | Futeca              | 14 | 1  | 4  | 9  | 19 | 31 | −12  | 7   |               |
| 39°  | Santa Cruz (Z)      | 14 | 2  | 1  | 11 | 6  | 24 | −18  | 7   |               |
| 40°  | Manatí              | 14 | 0  | 5  | 9  | 5  | 30 | −25  | 5   |               |

## Fase final

### Desarrollo

#### Llaves
|  | Octavos de final 8 y 9 de abril (ida) 16 de abril (vuelta) | Octavos de final 8 y 9 de abril (ida) 16 de abril (vuelta) | Octavos de final 8 y 9 de abril (ida) 16 de abril (vuelta) | Octavos de final 8 y 9 de abril (ida) 16 de abril (vuelta) | Octavos de final 8 y 9 de abril (ida) 16 de abril (vuelta) |   |   | Cuartos de final 23 de abril (ida) 30 de abril (vuelta) | Cuartos de final 23 de abril (ida) 30 de abril (vuelta) | Cuartos de final 23 de abril (ida) 30 de abril (vuelta) | Cuartos de final 23 de abril (ida) 30 de abril (vuelta) | Cuartos de final 23 de abril (ida) 30 de abril (vuelta) |  |   | Semifinales 7 de mayo (partido único) | Semifinales 7 de mayo (partido único) | Semifinales 7 de mayo (partido único) |  |   | Finales 14 de mayo (ida) 21 de mayo (vuelta) | Finales 14 de mayo (ida) 21 de mayo (vuelta) | Finales 14 de mayo (ida) 21 de mayo (vuelta) | Finales 14 de mayo (ida) 21 de mayo (vuelta) | Finales 14 de mayo (ida) 21 de mayo (vuelta) |  |
|  |                                                            |                                                            |                                                            |                                                            |                                                            |   |   |                                                         |                                                         |                                                         |                                                         |                                                         |  |   |                                       |                                       |                                       |  |   |                                              |                                              |                                              |                                              |                                              |  |
|  |                                                            |                                                            |                                                            |                                                            |                                                            |   |   |                                                         |                                                         |                                                         |                                                         |                                                         |  |   |                                       |                                       |                                       |  |   |                                              |                                              |                                              |                                              |                                              |  |
|  | 1                                                          | Fraijanes                                                  | 1                                                          | 2                                                          | 3                                                          |   |   |                                                         |                                                         |                                                         |                                                         |                                                         |  |   |                                       |                                       |                                       |  |   |                                              |                                              |                                              |                                              |                                              |  |
|  | 1                                                          | Fraijanes                                                  | 1                                                          | 2                                                          | 3                                                          |   |   |                                                         |                                                         |                                                         |                                                         |                                                         |  |   |                                       |                                       |                                       |  |   |                                              |                                              |                                              |                                              |                                              |  |
|  | 16                                                         | Palencia                                                   | 1                                                          | 1                                                          | 1                                                          |   |   |                                                         |                                                         |                                                         |                                                         |                                                         |  |   |                                       |                                       |                                       |  |   |                                              |                                              |                                              |                                              |                                              |  |
|  | 16                                                         | Palencia                                                   | 1                                                          | 1                                                          | 1                                                          |   | 1 | Fraijanes                                               | 0                                                       | 6                                                       | 6                                                       |                                                         |  |   |                                       |                                       |                                       |  |   |                                              |                                              |                                              |                                              |                                              |  |
|  |                                                            |                                                            |                                                            |                                                            |                                                            |   | 1 | Fraijanes                                               | 0                                                       | 6                                                       | 6                                                       |                                                         |  |   |                                       |                                       |                                       |  |   |                                              |                                              |                                              |                                              |                                              |  |
|  |                                                            |                                                            | 8                                                          | Ayutla                                                     | 3                                                          | 2 | 5 |                                                         |                                                         |                                                         |                                                         |                                                         |  |   |                                       |                                       |                                       |  |   |                                              |                                              |                                              |                                              |                                              |  |
|  | 8                                                          | Ayutla                                                     | 8                                                          | Ayutla                                                     | 3                                                          | 2 | 5 | 3                                                       | 1                                                       | 4 (5)                                                   |                                                         |                                                         |  |   |                                       |                                       |                                       |  |   |                                              |                                              |                                              |                                              |                                              |  |
|  | 8                                                          | Ayutla                                                     |                                                            |                                                            |                                                            |   |   |                                                         |                                                         | 4 (5)                                                   |                                                         |                                                         |  |   |                                       |                                       |                                       |  |   |                                              |                                              |                                              |                                              |                                              |  |
|  | 9                                                          | San Jorge                                                  | 3                                                          | 1                                                          | 4 (4)                                                      |   |   |                                                         |                                                         |                                                         |                                                         |                                                         |  |   |                                       |                                       |                                       |  |   |                                              |                                              |                                              |                                              |                                              |  |
|  | 9                                                          | San Jorge                                                  | 3                                                          | 1                                                          | 4 (4)                                                      |   |   |                                                         |                                                         |                                                         |                                                         |                                                         |  | 1 | Fraijanes                             | 1 (5)                                 |                                       |  |   |                                              |                                              |                                              |                                              |                                              |  |
|  |                                                            |                                                            |                                                            |                                                            |                                                            |   |   |                                                         |                                                         |                                                         |                                                         |                                                         |  | 1 | Fraijanes                             | 1 (5)                                 |                                       |  |   |                                              |                                              |                                              |                                              |                                              |  |
|  |                                                            |                                                            | 5                                                          | La Libertad                                                | 1 (4)                                                      |   |   |                                                         |                                                         |                                                         |                                                         |                                                         |  |   |                                       |                                       |                                       |  |   |                                              |                                              |                                              |                                              |                                              |  |
|  | 4                                                          | Chiquimulilla                                              | 5                                                          | La Libertad                                                | 1 (4)                                                      | 0 | 2 | 2                                                       |                                                         |                                                         |                                                         |                                                         |  |   |                                       |                                       |                                       |  |   |                                              |                                              |                                              |                                              |                                              |  |
|  | 4                                                          | Chiquimulilla                                              |                                                            |                                                            |                                                            |   |   |                                                         |                                                         |                                                         |                                                         |                                                         |  |   |                                       |                                       |                                       |  |   |                                              |                                              |                                              |                                              |                                              |  |
|  | 13                                                         | Tigres del Jumay                                           | 1                                                          | 0                                                          | 1                                                          |   |   |                                                         |                                                         |                                                         |                                                         |                                                         |  |   |                                       |                                       |                                       |  |   |                                              |                                              |                                              |                                              |                                              |  |
|  | 13                                                         | Tigres del Jumay                                           | 1                                                          | 0                                                          | 1                                                          |   | 4 | Chiquimulilla                                           | 0                                                       | 3                                                       | 3                                                       |                                                         |  |   |                                       |                                       |                                       |  |   |                                              |                                              |                                              |                                              |                                              |  |
|  |                                                            |                                                            |                                                            |                                                            |                                                            |   | 4 | Chiquimulilla                                           | 0                                                       | 3                                                       | 3                                                       |                                                         |  |   |                                       |                                       |                                       |  |   |                                              |                                              |                                              |                                              |                                              |  |
|  |                                                            |                                                            | 5                                                          | La Libertad                                                | 2                                                          | 2 | 4 |                                                         |                                                         |                                                         |                                                         |                                                         |  |   |                                       |                                       |                                       |  |   |                                              |                                              |                                              |                                              |                                              |  |
|  | 5                                                          | La Libertad                                                | 5                                                          | La Libertad                                                | 2                                                          | 2 | 4 | 1                                                       | 2                                                       | 3                                                       |                                                         |                                                         |  |   |                                       |                                       |                                       |  |   |                                              |                                              |                                              |                                              |                                              |  |
|  | 5                                                          | La Libertad                                                |                                                            |                                                            |                                                            |   |   |                                                         |                                                         | 3                                                       |                                                         |                                                         |  |   |                                       |                                       |                                       |  |   |                                              |                                              |                                              |                                              |                                              |  |
|  | 12                                                         | Heredia                                                    | 1                                                          | 1                                                          | 2                                                          |   |   |                                                         |                                                         |                                                         |                                                         |                                                         |  |   |                                       |                                       |                                       |  |   |                                              |                                              |                                              |                                              |                                              |  |
|  | 12                                                         | Heredia                                                    | 1                                                          | 1                                                          | 2                                                          |   |   |                                                         |                                                         |                                                         |                                                         |                                                         |  |   |                                       |                                       |                                       |  | 1 | Fraijanes                                    | 0                                            | 3                                            | 3                                            |                                              |  |
|  |                                                            |                                                            |                                                            |                                                            |                                                            |   |   |                                                         |                                                         |                                                         |                                                         |                                                         |  |   |                                       |                                       |                                       |  | 1 | Fraijanes                                    | 0                                            | 3                                            | 3                                            |                                              |  |
|  |                                                            |                                                            | 6                                                          | Juventud Copalera                                          | 1                                                          | 1 | 2 |                                                         |                                                         |                                                         |                                                         |                                                         |  |   |                                       |                                       |                                       |  |   |                                              |                                              |                                              |                                              |                                              |  |
|  | 6                                                          | Juventud Copalera                                          | 6                                                          | Juventud Copalera                                          | 1                                                          | 1 | 2 | 2                                                       | 1                                                       | 3                                                       |                                                         |                                                         |  |   |                                       |                                       |                                       |  |   |                                              |                                              |                                              |                                              |                                              |  |
|  | 6                                                          | Juventud Copalera                                          |                                                            |                                                            |                                                            |   |   |                                                         |                                                         | 3                                                       |                                                         |                                                         |  |   |                                       |                                       |                                       |  |   |                                              |                                              |                                              |                                              |                                              |  |
|  | 11                                                         | Sayaxché                                                   | 1                                                          | 1                                                          | 2                                                          |   |   |                                                         |                                                         |                                                         |                                                         |                                                         |  |   |                                       |                                       |                                       |  |   |                                              |                                              |                                              |                                              |                                              |  |
|  | 11                                                         | Sayaxché                                                   | 1                                                          | 1                                                          | 2                                                          |   | 6 | Juventud Copalera                                       | 0                                                       | 4                                                       | 4                                                       |                                                         |  |   |                                       |                                       |                                       |  |   |                                              |                                              |                                              |                                              |                                              |  |
|  |                                                            |                                                            |                                                            |                                                            |                                                            |   | 6 | Juventud Copalera                                       | 0                                                       | 4                                                       | 4                                                       |                                                         |  |   |                                       |                                       |                                       |  |   |                                              |                                              |                                              |                                              |                                              |  |
|  |                                                            |                                                            | 14                                                         | San Pedro FC                                               | 3                                                          | 0 | 3 |                                                         |                                                         |                                                         |                                                         |                                                         |  |   |                                       |                                       |                                       |  |   |                                              |                                              |                                              |                                              |                                              |  |
|  | 3                                                          | Amatitlán                                                  | 14                                                         | San Pedro FC                                               | 3                                                          | 0 | 3 | 0                                                       | 3                                                       | 3                                                       |                                                         |                                                         |  |   |                                       |                                       |                                       |  |   |                                              |                                              |                                              |                                              |                                              |  |
|  | 3                                                          | Amatitlán                                                  |                                                            |                                                            |                                                            |   |   |                                                         |                                                         | 3                                                       |                                                         |                                                         |  |   |                                       |                                       |                                       |  |   |                                              |                                              |                                              |                                              |                                              |  |
|  | 14                                                         | San Pedro FC                                               | 3                                                          | 1                                                          | 4                                                          |   |   |                                                         |                                                         |                                                         |                                                         |                                                         |  |   |                                       |                                       |                                       |  |   |                                              |                                              |                                              |                                              |                                              |  |
|  | 14                                                         | San Pedro FC                                               | 3                                                          | 1                                                          | 4                                                          |   |   |                                                         |                                                         |                                                         |                                                         |                                                         |  | 6 | Juventud Copalera                     | 2                                     |                                       |  |   |                                              |                                              |                                              |                                              |                                              |  |
|  |                                                            |                                                            |                                                            |                                                            |                                                            |   |   |                                                         |                                                         |                                                         |                                                         |                                                         |  | 6 | Juventud Copalera                     | 2                                     |                                       |  |   |                                              |                                              |                                              |                                              |                                              |  |
|  |                                                            |                                                            | 15                                                         | Santa Cruz AV                                              | 0                                                          |   |   |                                                         |                                                         |                                                         |                                                         |                                                         |  |   |                                       |                                       |                                       |  |   |                                              |                                              |                                              |                                              |                                              |  |
|  | 7                                                          | Barillas                                                   | 15                                                         | Santa Cruz AV                                              | 0                                                          | 0 | 4 | 4                                                       |                                                         |                                                         |                                                         |                                                         |  |   |                                       |                                       |                                       |  |   |                                              |                                              |                                              |                                              |                                              |  |
|  | 7                                                          | Barillas                                                   |                                                            |                                                            |                                                            |   |   |                                                         |                                                         |                                                         |                                                         |                                                         |  |   |                                       |                                       |                                       |  |   |                                              |                                              |                                              |                                              |                                              |  |
|  | 10                                                         | Melchor                                                    | 1                                                          | 0                                                          | 1                                                          |   |   |                                                         |                                                         |                                                         |                                                         |                                                         |  |   |                                       |                                       |                                       |  |   |                                              |                                              |                                              |                                              |                                              |  |
|  | 10                                                         | Melchor                                                    | 1                                                          | 0                                                          | 1                                                          |   | 7 | Barillas                                                | 0                                                       | 0                                                       | 0                                                       |                                                         |  |   |                                       |                                       |                                       |  |   |                                              |                                              |                                              |                                              |                                              |  |
|  |                                                            |                                                            |                                                            |                                                            |                                                            |   | 7 | Barillas                                                | 0                                                       | 0                                                       | 0                                                       |                                                         |  |   |                                       |                                       |                                       |  |   |                                              |                                              |                                              |                                              |                                              |  |
|  |                                                            |                                                            | 15                                                         | Santa Cruz AV                                              | 1                                                          | 0 | 1 |                                                         |                                                         |                                                         |                                                         |                                                         |  |   |                                       |                                       |                                       |  |   |                                              |                                              |                                              |                                              |                                              |  |
|  | 2                                                          | Colomba                                                    | 15                                                         | Santa Cruz AV                                              | 1                                                          | 0 | 1 | 2                                                       | 0                                                       | 2                                                       |                                                         |                                                         |  |   |                                       |                                       |                                       |  |   |                                              |                                              |                                              |                                              |                                              |  |
|  | 2                                                          | Colomba                                                    |                                                            |                                                            |                                                            |   |   |                                                         |                                                         | 2                                                       |                                                         |                                                         |  |   |                                       |                                       |                                       |  |   |                                              |                                              |                                              |                                              |                                              |  |
|  | 15                                                         | Santa Cruz AV                                              | 3                                                          | 0                                                          | 3                                                          |   |   |                                                         |                                                         |                                                         |                                                         |                                                         |  |   |                                       |                                       |                                       |  |   |                                              |                                              |                                              |                                              |                                              |  |
|  | 15                                                         | Santa Cruz AV                                              | 3                                                          | 0                                                          | 3                                                          |   |   |                                                         |                                                         |                                                         |                                                         |                                                         |  |   |                                       |                                       |                                       |  |   |                                              |                                              |                                              |                                              |                                              |  |
|  |                                                            |                                                            |                                                            |                                                            |                                                            |   |   |                                                         |                                                         |                                                         |                                                         |                                                         |  |   |                                       |                                       |                                       |  |   |                                              |                                              |                                              |                                              |                                              |  |

#### Octavos de final
| Fechas          | Local en la ida  | Global                   | Local en la vuelta | Ida | Vuelta | Serie |
| --------------- | ---------------- | ------------------------ | ------------------ | --- | ------ | ----- |
| 8 y 16 de abril | Palencia         | 2−3                      | Fraijanes          | 1−1 | 1−2    | A     |
| 9 y 16 de abril | Santa Cruz AV    | 3−2                      | Colomba            | 3−2 | 0−0    | B     |
| 9 y 16 de abril | San Pedro FC     | 4−3                      | Amatitlán          | 3−0 | 1−3    | C     |
| 9 y 16 de abril | Tigres del Jumay | 1−2                      | Chiquimulilla      | 1−0 | 0−2    | D     |
| 9 y 16 de abril | Heredia          | 2−3                      | La Libertad        | 1−1 | 1−2    | E     |
| 9 y 16 de abril | Sayaxché         | 2−3                      | Juventud Copalera  | 2−2 | 0−1    | F     |
| 9 y 16 de abril | Melchor          | 1−4                      | Barillas           | 1−0 | 0−4    | G     |
| 9 y 16 de abril | San Jorge        | 4−4 (0:0 t. e.) (5:4 p.) | Ayutla             | 3−3 | 1−1    | H     |

#### Cuartos de final
| Fechas           | Local en la ida | Global | Local en la vuelta | Ida | Vuelta | Serie |
| ---------------- | --------------- | ------ | ------------------ | --- | ------ | ----- |
| 23 y 30 de abril | Ayutla          | 5−6    | Fraijanes          | 3−0 | 2−6    | I     |
| 23 y 30 de abril | Santa Cruz AV   | 1−0    | Barillas           | 1−0 | 0−0    | J     |
| 23 y 30 de abril | San Pedro FC    | 3−4    | Juventud Copalera  | 3−0 | 0−4    | K     |
| 23 y 30 de abril | La Libertad     | 4−3    | Chiquimulilla      | 2−0 | 2−3    | L     |

#### Semifinales
| Fecha     | Equipo 1      | Marcador       | Equipo 2          | Ciudad                | Estadio                 |
| --------- | ------------- | -------------- | ----------------- | --------------------- | ----------------------- |
| 7 de mayo | La Libertad   | 1−1 (4−5 pen.) | Fraijanes         | Santa Cruz del Quiché | Municipal de Santa Cruz |
| 7 de mayo | Santa Cruz AV | 0−2            | Juventud Copalera | Santa Cruz del Quiché | Municipal de Santa Cruz |

Fraijanes y Juventud Copalera clasifican a las series de ascenso.

#### Final
| Fechas      | Local en la ida   | Global | Local en la vuelta | Ida | Vuelta |
| ----------- | ----------------- | ------ | ------------------ | --- | ------ |
| Por definir | Juventud Copalera | 2−3    | Fraijanes          | 1−0 | 1−3    |

### Campeón
|            |
| Fraijanes  |
| 1.° Título |

### Clasificados a Series de Ascenso 2023
|                           |                           |
| Deportivo Fraijanes       | Juventud Copalera         |
| Clasificado el 07/05/2023 | Clasificado el 07/05/2023 |

## Tabla acumulada
| Pos. | Equipos                | PJ | PG | PE | PP | GF | GC | Dif. | PTS | Clasificación     |
| ---- | ---------------------- | -- | -- | -- | -- | -- | -- | ---- | --- | ----------------- |
| 1°   | Fraijanes (CC)         | 28 | 22 | 3  | 3  | 64 | 24 | +40  | 69  | Series de Ascenso |
| 2°   | Colomba                | 28 | 20 | 2  | 6  | 56 | 27 | +29  | 62  |                   |
| 3°   | Juventud Copalera (SC) | 28 | 16 | 5  | 7  | 52 | 30 | +22  | 53  | Series de Ascenso |
| 4°   | Cuilapa (SA)           | 28 | 17 | 3  | 8  | 65 | 32 | +33  | 51  | Series de Ascenso |
| 5°   | Pajapita               | 28 | 16 | 3  | 9  | 65 | 36 | +59  | 51  |                   |
| 6°   | Sampedrano             | 28 | 14 | 7  | 7  | 48 | 31 | +17  | 49  |                   |
| 7°   | Heredia                | 28 | 13 | 9  | 6  | 50 | 30 | +20  | 48  |                   |
| 8°   | Melchor                | 28 | 14 | 6  | 8  | 45 | 27 | +18  | 48  |                   |
| 9°   | Tigres del Jumay       | 28 | 14 | 6  | 8  | 43 | 28 | +15  | 48  |                   |
| 10°  | Palencia               | 28 | 14 | 5  | 9  | 68 | 48 | +20  | 47  |                   |
| 11°  | Barillas               | 28 | 14 | 5  | 9  | 40 | 41 | −1   | 47  |                   |
| 12°  | Santo Tomás IFC        | 28 | 13 | 7  | 8  | 53 | 38 | +15  | 46  |                   |
| 13°  | Carchá                 | 28 | 13 | 6  | 9  | 34 | 25 | +9   | 45  |                   |
| 14°  | Democracia (CA)        | 28 | 13 | 6  | 9  | 43 | 41 | +2   | 45  | Series de Ascenso |
| 15°  | Chiquimulilla          | 28 | 12 | 9  | 7  | 37 | 36 | +1   | 45  |                   |
| 16°  | Ayutla                 | 28 | 12 | 8  | 8  | 53 | 39 | +14  | 44  |                   |
| 17°  | Izabal JC              | 28 | 11 | 9  | 8  | 39 | 34 | +5   | 42  |                   |
| 18°  | Bolivia                | 28 | 13 | 2  | 13 | 53 | 46 | +7   | 41  |                   |
| 19°  | Sayaxché               | 28 | 12 | 5  | 11 | 44 | 41 | +3   | 41  |                   |
| 20°  | Amatitlán              | 28 | 12 | 5  | 11 | 36 | 41 | −5   | 41  |                   |
| 21°  | La Libertad            | 28 | 11 | 7  | 10 | 50 | 44 | +6   | 40  |                   |
| 22°  | San Jorge              | 28 | 11 | 7  | 10 | 40 | 39 | +1   | 40  |                   |
| 23°  | Santa Cruz (AV)        | 28 | 10 | 8  | 10 | 33 | 36 | −3   | 38  |                   |
| 24°  | Sija                   | 28 | 11 | 4  | 13 | 29 | 42 | −13  | 37  |                   |
| 25°  | Chiantla               | 28 | 11 | 3  | 14 | 44 | 36 | +8   | 36  |                   |
| 26°  | San Pedro FC           | 28 | 10 | 6  | 12 | 37 | 36 | +1   | 36  |                   |
| 27°  | Gualán                 | 28 | 9  | 9  | 10 | 36 | 36 | 0    | 36  |                   |
| 28°  | Jutiapa                | 28 | 10 | 6  | 12 | 31 | 40 | −9   | 36  |                   |
| 29°  | Malacas                | 28 | 10 | 3  | 15 | 42 | 52 | −10  | 33  |                   |
| 30°  | San Miguel             | 28 | 8  | 9  | 11 | 33 | 49 | +16  | 33  |                   |
| 31°  | Agua Blanca            | 28 | 6  | 11 | 11 | 25 | 34 | −9   | 29  |                   |
| 32°  | Aguacatán              | 28 | 8  | 4  | 16 | 39 | 50 | −11  | 28  |                   |
| 33°  | AFF Guatemala          | 28 | 8  | 4  | 16 | 33 | 53 | −20  | 28  |                   |
| 34°  | América Salcajá        | 28 | 7  | 5  | 16 | 29 | 59 | −30  | 26  |                   |
| 35°  | Santa Cruz (Z)         | 28 | 7  | 4  | 17 | 24 | 48 | −24  | 25  |                   |
| 36°  | Manatí                 | 28 | 5  | 7  | 16 | 15 | 43 | −28  | 22  |                   |
| 37°  | Juventud Retaltecos    | 28 | 6  | 4  | 18 | 25 | 62 | −37  | 22  | Tercera División  |
| 38°  | Atlas Esquipulas       | 28 | 4  | 7  | 17 | 31 | 63 | −32  | 19  | Tercera División  |
| 39°  | Futeca                 | 28 | 4  | 6  | 18 | 33 | 57 | −24  | 18  | Tercera División  |
| 40°  | Bárcena                | 28 | 3  | 7  | 18 | 39 | 82 | −43  | 16  | Tercera División  |

### Descendidos
|                          |                          |                          |                          |
| Bárcena VN               | Futeca                   | Atlas Esquipulas         | Juventud Retaltecos      |
| Descendido el 22/03/2023 | Descendido el 26/03/2023 | Descendido el 02/04/2023 | Descendido el 02/04/2023 |

## Series de ascenso

### Clasificados
| Equipo            | Clasificado como               | Fecha de clasificación  |
| ----------------- | ------------------------------ | ----------------------- |
| Democracia        | Campeón del Torneo Apertura    | 19 de noviembre de 2022 |
| Cuilapa           | Subcampeón del Torneo Apertura | 20 de noviembre de 2022 |
| Fraijanes         | Campeón del Torneo Clausura    | 7 de mayo de 2023       |
| Juventud Copalera | Subcampeón del Torneo Clausura | 7 de mayo de 2023       |

### Series
| Fechas     | Local             | Marcador     | Visitante         | Ciudad        | Estadio                  |
| ---------- | ----------------- | ------------ | ----------------- | ------------- | ------------------------ |
| 27 de mayo | Juventud Copalera | 0−1          | Democracia        | Huehuetenango | Estadio Los Cuchumatanes |
| 28 de mayo | Fraijanes         | 0−0 (4:5 p.) | Cuilapa           | Barberena     | Complejo Rubelio Recinos |
| 4 de junio | Fraijanes         | cancelado    | Juventud Copalera | cancelado     | cancelado                |

Democracia y Cuilpa ascendidos a Primera División tras ganar su serie.
Fraijanes y Juventud Copalera ascendidos por decreto tras el descenso administrativo de San Juan FC.

### Ascendidos
|                         |                         |                         |                         |
| Democracia FC           | Cuilapa                 | Fraijanes               | Juventud Copalera       |
| Ascendido el 27/05/2023 | Ascendido el 28/05/2023 | Ascendido el 31/05/2022 | Ascendido el 31/05/2022 |